# Youssef Boutros Tyan
Youssef Tyan (in arabo: يوسف السابع تيّان; Beirut, 15 marzo 1760 – Qannubin, 20 febbraio 1820) è stato arcieparca di Damasco e patriarca della Chiesa maronita con il nome di Youssef VII Boutros (in italiano: Giuseppe VII Pietro).

## Biografia
Youssef Tyan nacque a Beirut in Libano il 15 marzo 1760. Fece i suoi studi a Roma nel collegio di Propaganda Fide dal 1773 al 1782. Negli anni 1783-1784 svolse un ruolo importante nella riconciliazione del patriarca Youssef Estephan con le autorità romane. Ritornato in patria, venne ordinato sacerdote nel 1784; il 6 agosto 1786 è consacrato dal patriarca Estephan arcieparca di Damasco e nel 1788 è nominato vicario patriarcale.
Alla morte del patriarca Estephan, seguirono due patriarchi di breve durata. Philibos Boutros El Gemayel morì il 12 aprile 1796. Il sinodo dei vescovi maroniti elesse nuovo patriarca il 28 aprile Youssef Tyan, che assunse il nome di Youssef VII Boutros. Il 24 luglio 1797 papa Pio VI ratificò la scelta dell'episcopato maronita e accordò il pallio al nuovo patriarca.
Nel marzo del 1801 Youssef Tyan pubblicò una lettera enciclica contro le idee gianseniste del vescovo melchita Germanos Adam.
Da un punto di vista politico, il patriarca prese posizioni contro il governo ottomano, e nella campagna napoleonica in Egitto e Libano, sostenne le truppe francesi, in particolare nell'assedio di San Giovanni d'Acri del 1799, sollecitando il sostegno dell'emiro libanese Bashir II. Nonostante le attese di Tyan, l'emiro rimase neutrale e l'alleanza anglo-ottomana sconfisse Napoleone.
Questo causò non poche difficoltà al patriarca maronita, che entrò in conflitto con Bashir, per l'eccessiva tassazione dei contadini maroniti. Altre difficoltà sorsero all'interno della Chiesa maronita, per l'opposizione di alcuni vescovi e soprattutto degli sceicchi Khazen, che accusavano il patriarca di un uso indebito delle proprietà ecclesiastiche. In realtà la vera ragione dell'opposizione dei Khazen sembra essere stato il suo tentativo di attuare la riforma dell'amministrazione dei monasteri, che erano in larga misura di proprietà dei Khazen.
A causa di questi problemi, la Santa Sede già nel 1805 aveva nominato un visitatore apostolico nella persona dell'arcieparca di Damasco, Germanos El Khazen, cui seguì nel marzo 1807 Aloisio Gandolfi, che consigliò al patriarca di dimettersi. Il 3 ottobre 1807 Youssef Tyan scrisse a Roma per comunicare le proprie dimissioni, che annunciò alla Nazione maronita il 24 settembre 1808. Roma accolse le sue dimissioni il 19 novembre 1808 ed invitò il sinodo dei vescovi ad eleggere un nuovo patriarca.
Tyan si ritirò in un eremo e successivamente si trasferì nel monastero di Kfarhaye (distretto di Batrun), dove il nuovo patriarca Youhanna Boutros Helou aveva istituito un seminario patriarcale; qui si dedicò all'insegnamento della teologia.
Morì il 20 febbraio 1820 nella residenza patriarcale Santa Maria di Qannubin.

## Genealogia episcopale e successione apostolica
La genealogia episcopale è:
- Patriarca Youhanna Boutros Bawwab el-Safrawi
- Patriarca Georges Boutros Rizqallah Beseb'ely
- Patriarca Estephan Boutros El Douaihy
- Patriarca Yaaqoub Boutros Awwad
- Patriarca Semaan Boutros Awwad
- Patriarca Youssef Boutros Estephan
- Patriarca Youssef Boutros Tyan

La successione apostolica è:
- Arcivescovo Abdullah Blibl (1798)
- Vescovo Anton El-Khazen (1807)